# Rondo ONZ (stanice metra ve Varšavě)
Rondo ONZ (česky Kruhový objezd OSN) je stanice varšavského metra na lince M2. Kód stanice je C-10. Otevřena byla 7. března 2015. Ze stanice je možnost přestupu na autobus a tramvaj. Leží v městské části Wola.